# Bruinkoolmijn Konin
De Bruinkoolmijn Konin (Pools: PAK Kopalnia Węgla Brunatnego Konin S.A.) of KWB Konin is een grote dagbouwmijn in Polen.